# Maldición de Alsina

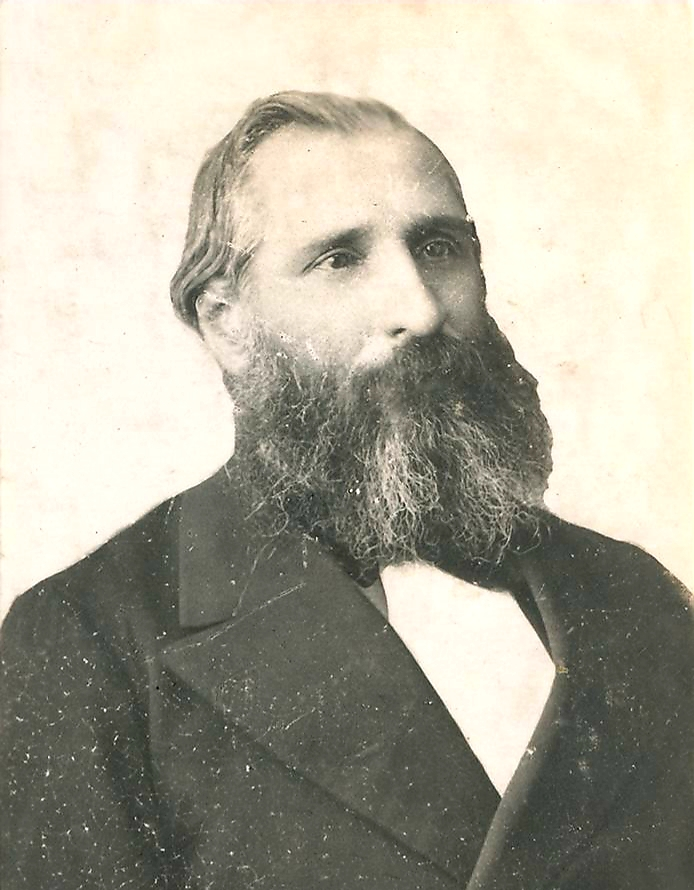
Adolfo Alsina, gobernador de Buenos Aires entre 1866 y 1868 que daría nombre a la «maldición».

Se conoce como la maldición de Alsina (también llamada maldición de los gobernadores) a un extendido mito político argentino utilizado para señalar el hecho de que ningún gobernador de la provincia de Buenos Aires haya logrado resultar electo presidente de la Nación Argentina después de ocupar la gobernación.
Dado el peso de la provincia de Buenos Aires sobre la política nacional (al ser depositaria de casi dos quintos de la población del país), el gobernador bonaerense se considera un actor político de elevada importancia, y la especulación sobre una eventual candidatura presidencial de quien ocupe el cargo es muy común. Sin embargo, desde el supuesto surgimiento de la «maldición», catorce gobernadores bonaerenses han intentado acceder a la presidencia de la Nación por medios electorales, fracasando debido a diversos factores (ya fuera perdiendo las elecciones o simplemente no logrando asegurar el respaldo de su partido político para ser candidatos). Muchas de estas derrotas se consideraron una sorpresa, con algunos de estos gobernadores vistos como favoritos antes de perder.

## Historia
El último gobernador de Buenos Aires en ser electo presidente fue Bartolomé Mitre, en 1862. El término proviene de Adolfo Alsina, gobernador de Buenos Aires entre 1866 y 1868 que buscó ser candidato presidencial en 1868 y 1874, sin reunir en ninguna de las dos ocasiones el suficiente apoyo político. Falleció repentinamente en diciembre de 1877, mientras estaba construyendo un pacto que podría haberle permitido acceder a la candidatura. En las elecciones que siguieron en 1880, Julio Argentino Roca derrotó al gobernador bonaerense en ejercicio, Carlos Tejedor, que solo pudo triunfar en la provincia. Los intentos de Mitre de volver a ocupar la presidencia después de su primer período en el cargo (1874, 1892 y 1898) fracasaron igualmente. Roca frustró los intentos de Dardo Rocha (sucesor de Tejedor en la gobernación) para ser candidato presidencial en 1886 imponiendo a su sobrino, Miguel Ángel Juárez Celman. Bernardo de Irigoyen, primer candidato presidencial de la Unión Cívica Radical, es ocasionalmente citado como uno de los afectados por la «maldición» pese a que su gobernación (1898-1902) tuvo lugar después de sus dos candidaturas fracasadas. Marcelino Ugarte, último gobernador del período conservador, no pudo tampoco alcanzar una candidatura a la presidencia.
En la primera mitad del siglo XX, cuatro gobernadores bonaerenses posteriores (José Camilo Crotto, Manuel Fresco, Rodolfo Moreno y Domingo Mercante) tuvieron la intención de buscar la presidencia pero vieron estas aspiraciones frustradas y no llegaron a ser candidatos. Oscar Alende, de la Unión Cívica Radical Intransigente, fue gobernador entre 1958 y 1962, durante el período presidencial de Arturo Frondizi, y más tarde candidato en las elecciones de 1963 (en las que ocupó el segundo puesto), marzo de 1973 y 1983.

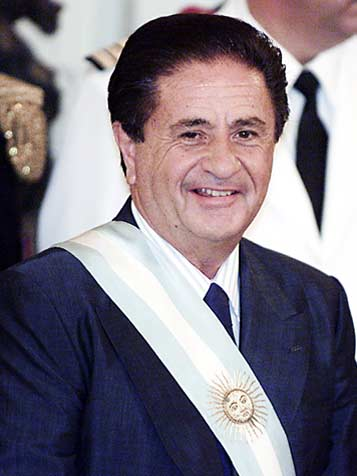
Desde el surgimiento de la «maldición», Eduardo Duhalde ha sido el único gobernador de Buenos Aires en llegar a la presidencia.

Uno de los ejemplos más emblemáticos de la «maldición» fue el justicialista Antonio Cafiero, que llegó a la gobernación de Buenos Aires en 1987 como líder de la llamada «renovación peronista» e inauguró tres décadas de hegemonía del Partido Justicialista sobre la provincia. Ante el desgaste del gobierno del radical Raúl Alfonsín, Cafiero era visto como claro favorito para las elecciones de 1989. Parte de la renovación política impulsada dentro del peronismo involucraba la democratización partidaria, lo que resultó en la primaria presidencial de 1988, hasta la fecha la única primaria del justicialismo. Cuestionado por su relación con el oficialismo, Cafiero resultó derrotado sorpresivamente por Carlos Menem, gobernador de La Rioja (depositaria de un 2% del electorado) prácticamente desconocido hasta entonces en el resto del país. Menem sería elegido presidente al año siguiente.
De cara a las elecciones presidenciales de 1999, Eduardo Duhalde (vicepresidente en el primer mandato de Menem y gobernador desde 1991) fue candidato presidencial del PJ y centró su campaña específicamente en «terminar con la maldición de los gobernadores». La campaña de Duhalde fue objeto de controversia cuando contrató a un parapsicólogo, Manuel Salazar, para que supuestamente eliminara la «maldición» mediante un ritual. Perjudicado por la impopularidad del gobierno menemista y la recesión económica iniciada el año anterior, Duhalde resultó derrotado en las elecciones por el radical Fernando de la Rúa. Sin embargo, la renuncia de este en diciembre de 2001 condujo a que Duhalde fuera investido como presidente interino por la Asamblea Legislativa en enero de 2002, el primer gobernador bonaerense en acceder al cargo desde Mitre (si bien no fue electo por el voto popular). Un intento de Duhalde de volver al cargo en 2011 no tuvo éxito.
En las elecciones de 2015, el gobernador saliente de Buenos Aires, Daniel Scioli, fue candidato del oficialista Frente para la Victoria y ocupó el primer lugar en la primera vuelta. Sin embargo, resultó derrotado por ajustada diferencia en la segunda ante Mauricio Macri, de la alianza Cambiemos.